# Principessina
Principessina è un film drammatico del 1943 diretto da Tullo Gramantieri, remake non dichiarato del film del 1939 con Shirley Temple La piccola principessa, a sua volta tratto dall'omonimo romanzo di Frances Hodgson Burnett.

## Trama

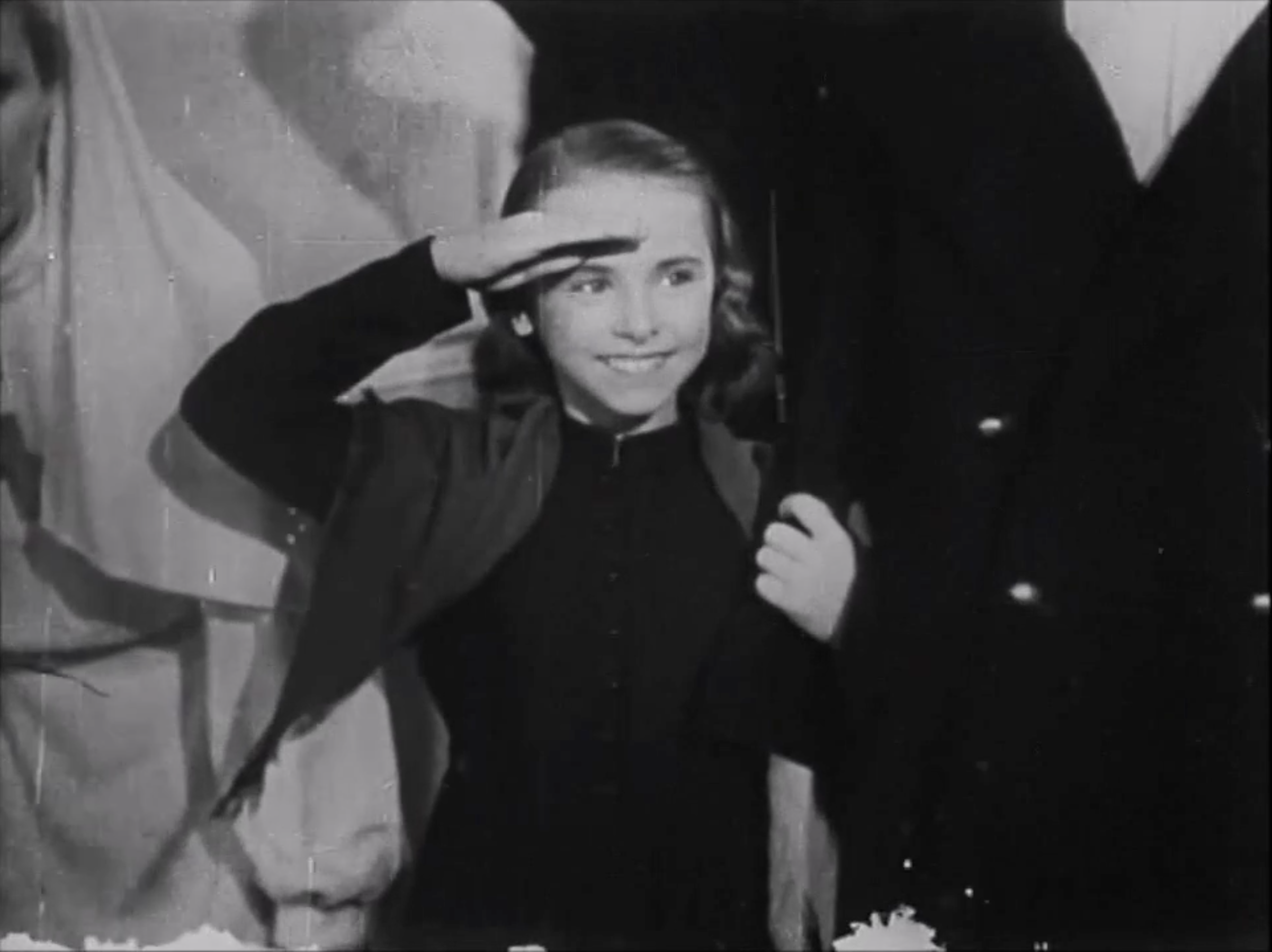
Rosanna Dal nella sequenza finale

Il principe di Torrefranca si trova improvvisamente costretto a partire come ufficiale per la prima guerra d'Africa. Non ha però famigliari a cui affidare Anna, la propria bambina, e decide di lasciarla in un buon collegio, consegnando alla direttrice una grossa somma perché alla figlia non venga a mancare nulla. La bimba perciò viene trattata molto bene, ma tutto cambia quando giunge la notizia che il principe risulta disperso e non c'è più speranza per il suo ritorno. La perfida direttrice ne approfitta per appropriarsi del denaro, mentre maltratta la piccola fino a costringerla a vivere in una squallida soffitta e a compiere i lavori più umili. La bimba, affranta, non perde però la speranza di ritrovare il padre, e dopo affannose ricerche e lunghe peripezie riesce a ritrovarlo grazie all'intervento di una principessa di casa reale: è in un ospedale, in fin di vita in seguito a una grave ferita. La vista della bambina lo aiuta a riprendersi e a sopravvivere.

## Produzione
Il film venne realizzato negli stabilimenti Pisorno di Tirrenia.
Durante la lavorazione era stato annunciato col titolo provvisorio Bende lorde di sangue.
Costituì l'esordio nel cinema di Delia Scala, allora quattordicenne, qui accreditata con il suo vero nome, Odette Bedogni.

## Distribuzione
Il film venne distribuito nel circuito cinematografico italiano il 12 marzo del 1943.

## Accoglienza
La pellicola ricevette recensioni poco favorevoli.

## Opere correlate
Precedentemente alla pellicola del 1939 di Walter Lang, il romanzo della Hodgson Burnett aveva già avuto una trasposizione hollywoodiana durante l'epoca del muto con il film The Little Princess diretto da Marshall Neilan nel 1917.
Seguiranno poi svariate altre trasposizioni del libro, tra cui una versione animata televisiva giapponese, Lovely Sara, prodotta nel 1985, e il film del 1995 La piccola principessa, a sua volta ispirato alla versione con Shirley Temple.